# Evarts Worcester Farr

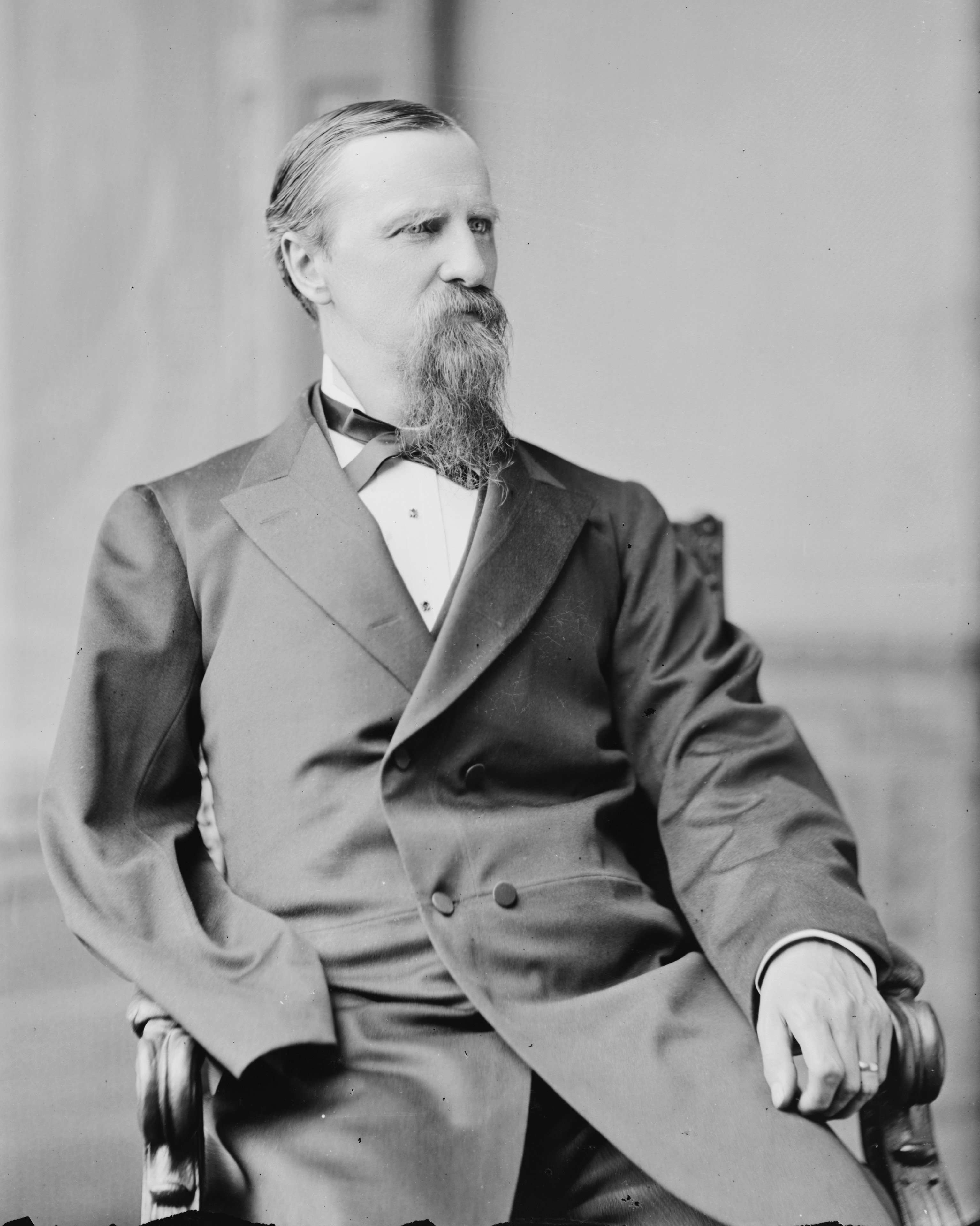
Evarts Worcester Farr

Evarts Worcester Farr (* 10. Oktober 1840 in Littleton, New Hampshire; † 30. November 1880 ebenda) war ein US-amerikanischer Politiker. Zwischen 1879 und 1880 vertrat er den Bundesstaat New Hampshire im US-Repräsentantenhaus.

## Werdegang
Evarts Farr besuchte die öffentlichen Schulen seiner Heimat und danach das Dartmouth College in Hanover. Während des Bürgerkrieges war er Offizier in der Unionsarmee. Im Verlauf des Krieges brachte er es bis zum Major in einem Infanterieregiment aus New Hampshire.
Nach dem Krieg arbeitete Farr zwischen 1865 und 1873 für die Steuerbehörde. Nach einem Jurastudium und seiner bereits im Jahr 1867 erfolgten Zulassung als Rechtsanwalt begann er in Littleton neben seiner Arbeit beim Finanzamt in seinem neuen Beruf zu praktizieren. Zwischen 1873 und 1879 war er Staatsanwalt im Grafton County. Im Jahr 1876 gehörte Farr auch dem Regierungsrat von New Hampshire (Executive Council) an.
Farr war Mitglied der Republikanischen Partei und wurde im Jahr 1878 als deren Kandidat im dritten Distrikt von New Hampshire in das US-Repräsentantenhaus in Washington, D.C. gewählt. Dort trat er am 4. März 1879 die Nachfolge von Henry W. Blair an. Farr konnte sein Mandat im Kongress nicht bis zum planmäßigen Ende der Legislaturperiode am 3. März 1881 ausüben, weil er bereits am 30. November 1880 verstarb. Sein Mandat ging nach einer Nachwahl an Ossian Ray, der gleichzeitig letzter Kongressabgeordneter im dritten Bezirk war, denn dieser Distrikt wurde mit Ablauf der Legislaturperiode des 47. Kongresses am 3. März 1883 aufgelöst.